# Cas Bon Sosec
El cas Bon Sosec fou un cas de corrupció política relacionat amb el cementeri Bon Sossec (Marratxí, Mallorca) que afectà el llavors batlle de Palma, Joan Fageda, del Partit Popular.
El cementeri fou un projecte fracassat que l'empresa Bon Sosec SA, va promoure a principis dels anys 1990. El projecte consistia a construir un cementeri privat i de luxe, el primer d'Espanya d'aquestes característiques. Després d'executar-se les obres el negoci no anà prou bé, i ja el 1992 va ser necessària l'aportació de diners públics (425 milions de pessetes) a través de l'empresa semipública del Govern de les Illes Balears Sociedad Balear de Capital Riesgo. Aquest fet desfermà la polèmica política, perquè tres dels socis de Bon Sossec SA, l'any 1988 havien donat mig milió de pessetes perhom a la Fundació Illes Balears, creada per Gabriel Cañellas, l'aleshores president del Govern. Tot i això, Bon Sosec SA, va presentar suspensió de pagaments el setembre de 1995, i va deixar deutes milionaris amb les empreses que havien participat en la construcció de les instal·lacions. Finalment, el setembre de 1997, l'Ajuntament de Palma va comprar el cementeri, mitjançant l'Empresa Funerària Municipal, per 1.170 milions de pessetes, que s'havien de pagar en 15 anys.
El batlle de Palma des de 1991, Joan Fageda, era un dels accionistes minoritaris de Bon Sosec SA, i a més a més era el propietari d'Edificaciones y Construcciones Domus, una de les empreses que participà en aquesta fallida promoció com a constructora. Per aquestes circumstàncies, l'operació de salvament del cementeri privat amb diners públics de l'Ajuntament es va veure com una possible pràctica corrupta en benefici dels interessos particulars del batlle. No obstant això, no es presentaren denúncies ni s'obrí cap investigació.
El nom de l'empresa Bon Sossec tornà a sortir als mitjans de comunicació a mitjan 2007, atès que es relacionà amb la investigació de l'operació Llampec del cas Andratx. Aparentment, Bon Sosec SA, en aquest cas s'emprava com a tapadora per a camuflar operacions fiscalment opaques de la mateixa trama empresarial responsable d'aquesta operació. El 2010 Bon Sosec va esdevenir una filial de Funespaña.